# Rio Urqu Jawira (Aroma)
Urqu Jawira (en aimara urqu es masculino y jawira es rio,  "río macho", en la ortografía hispánica Orkhojahuira, Orkho Jahuira) es un pequeño río boliviano ubicado en el Departamento de La Paz, en la Provincia de Aroma, en el Municipio de Calamarca.